# 王位覬覦者

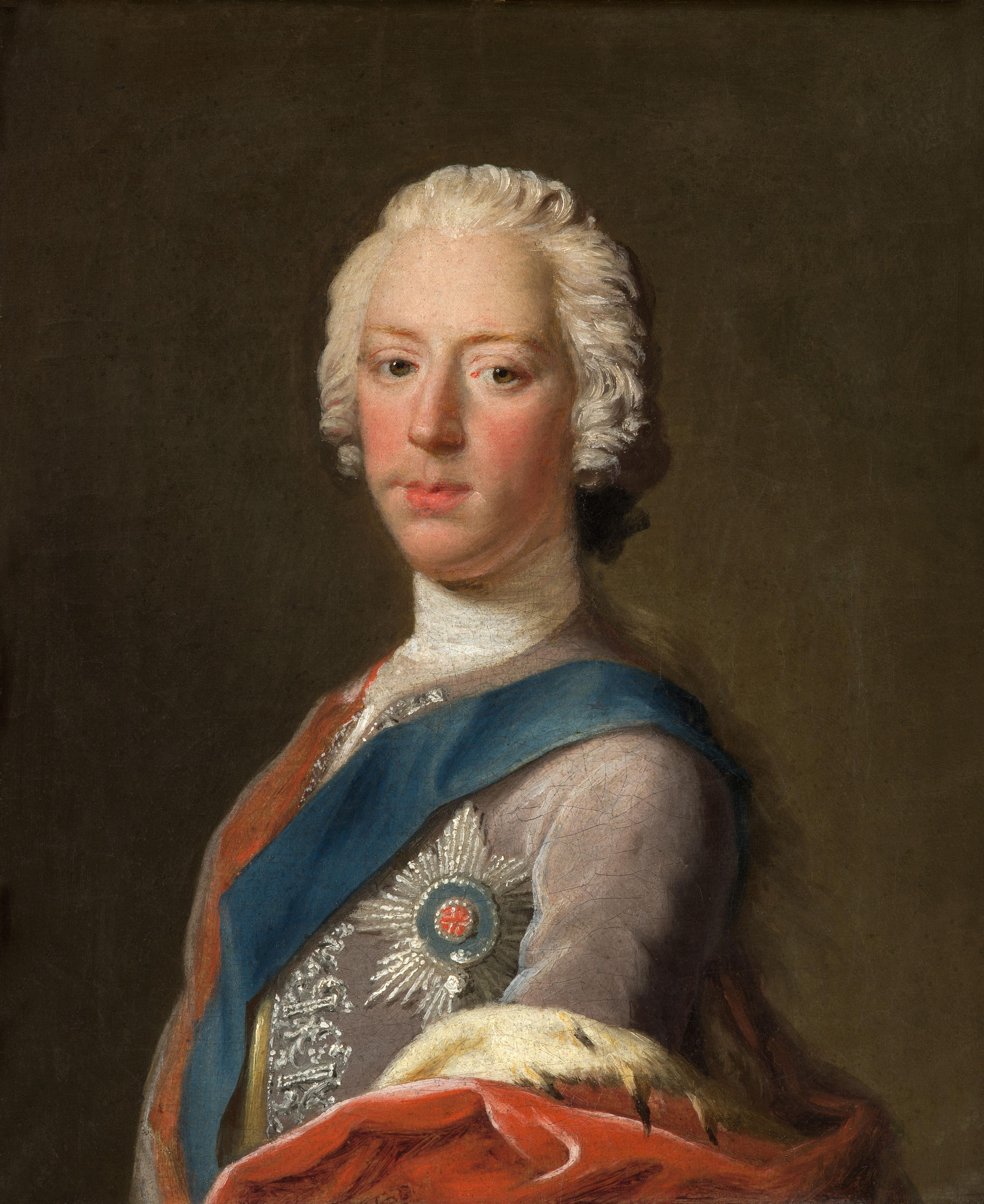
「小王位覬覦者」， 查爾斯·愛德華·斯圖亞特，「小王子查理」， 英格蘭、蘇格蘭、愛爾蘭王位的觊觎者

王位觊觎者或皇位覬覦者（英語：Pretender）指聲稱享有一無法使用的榮譽或頭銜的人。大多數情況下它指一位前君主或他們的後代，但王位（皇位）已被佔據或被競爭對手申索，甚至已經廢止。
“王位觊觎者”本人并不一定真的怀有谋求复辟的想法或举动（尤其在现代社会语境中），因此其头衔多以“前皇室家族首领”等指代。由于薩利克法否定欧洲王位继承的女性继承权，现代王位觊觎者碰上女性继承权的争议时便可能受此影响产生不同的继承人；如俄罗斯皇位觊觎者，因此分为玛利亚·弗拉基米洛夫娜和阿列克谢·安德烈耶维奇·罗曼诺夫两人。